# Tactics (漫画)
『tactics』（タクティクス）は、木下さくらと東山和子による日本の合作漫画作品、およびそれを原作としたアニメ作品。『月刊コミックアヴァルス』（マッグガーデン刊）で連載。

## 概要
『月刊Gファンタジー』（スクウェア・エニックス）2001年1月号に読み切りとして掲載され、同年5号から連載開始（作者:木下さくら×桃乃すずめ）。『月刊コミックブレイド』『コミックブレイドMASAMUNE』『月刊コミックアヴァルス』と掲載誌を移っていった（作者:木下さくら×東山和子）。単行本は15巻にて第1部完。小説は七海鳴によって書かれていて、現在3巻まで発売中。
第5巻から「鬼喰天狗偲夜藤草紙」というサブタイトルがつき、1話ごとにタイトルがつくようになった。
作画の担当を大まかに分けると、女性キャラクターを木下が、勘太郎を除く男性キャラクターを東山が担当している。
木下は体調を崩し、執筆活動を休止していたが、現在はある程度回復し、執筆活動も再開している。
木下さくら、東山和子による新章『tactics 新説』が、2018年1月18日にpixivコミック→LINEマンガ内の『クロフネ』にて連載が開始され完結。。

## あらすじ
時代はハイカラと呼ばれる明治後期の日本。幼い頃から妖怪が見える主人公一ノ宮勘太郎は、民俗学者兼霊力を生かし妖怪退治屋をしており、働き者の妖狐のヨーコにお世話になりながら一緒に暮らしている。
勘太郎は幼い頃からずっと「伝説の鬼喰い天狗と友達になりたい」と憧れており、長年の探索の末、遂に場所を探し当て封印を解く事に成功。鬼喰い天狗の名は「鬼より遥かに強い」という由来から春華と名付けられた。
この3人を中心に、妖怪と人間の交流、春華の記憶や鬼喰い天狗本来の能力までもを失ってしまった謎、そしてなぜ勘太郎だけが封印を解けたのか?などを大きな軸に描かれている。

## 登場人物
※キャストはドラマCD版・TVアニメ版同様のもの。

### 主要人物
一ノ宮勘太郎（いちのみや かんたろう）
声 - 宮田幸季
本作の主人公。誕生日は1月1日。
表向きは民俗学者だが、裏では高い霊力を生かして妖怪退治屋を営む。駆け出しの頃に胸部へ傷を負わされたため鬼は苦手であり、鬼が近くにいる事を感じると古傷が痛む。他にも幽霊が苦手で、犬が大嫌い。
子供の頃は妖怪が見える体質のせいで人間の友人がおらず、妖怪だけが友達だった。最強と謳われる「鬼喰い天狗」と仲良くなれば自分も強くなれると信じ、ずっと彼の行方を捜していた。
妖怪を退治するのではなく、説得したり元の場所に帰したりといった友好的手段で仕事をこなしてゆく。性格はかなり強かで世渡り上手だが、これは成長に伴い処世術を身につけた結果によるもの。
外見は白髪に赤い瞳と生まれつき色素が薄く、そのことをコンプレックスに思っている。白の長着に赤い袴といった一見巫女装束に見える格好を常にしており、頼光に女装であると言われたこともあるがこれを否定している。青年というよりは少年のような風貌をしているが、年齢は不詳。だが18歳の頼光を「ガキ」と称したり、大学時代の後輩の蓮見より留年を繰り返して彼より後に卒業していたりとかなりの年配である事がうかがえる。
外国人神父の通訳が出来る程英語が堪能である。また本人いわく運転免許書はゴールドらしい（大正時代にゴールド免許は無い）。
遊女であり巫女であった母親を持つが、自分の事を顧みなかった為に良く思ってはいない。
春華の事を友達と称する一方で自らの希望と言い、春華の生みの親である木に謝罪をしている場面があり、何か独自の目的があって行動をしている事がうかがえる。また彼自身の体にも何か秘密があり、それを見て春華に伝えようとした藤を口封じのために消した。他にも寄生された蟲を自力で破壊したり、サトリに心を読ませないなど謎が多く、主人公でありながら作中の黒幕的存在である。
春華（はるか）
声 - 櫻井孝宏
最強の妖怪と謳われる「鬼喰い天狗」。誕生日は10月15日。黒の長髪に、黒い瞳の美男子。「ハルカ」という名前は「鬼より遥かに強い」という意味で勘太郎に付けられた。封印を解かれて以来、勘太郎を主人としている。
クールでぶっきらぼうな面が目立つが、優しい性格。作中では多くの女性から好意を寄せられている。封印時の記憶がないことを密かに悩んでいる。過去の傷からか人間と馴れ合うことを嫌っていたが、勘太郎には次第に心を開くようになる。武器は錫杖で、雷を操る。陰陽道も体得している。天狗は自分専用の茶碗を持ち歩く習性がある為、昔からの茶碗を大切にしている（松籟という名前まで付けており、付喪神に変化するほど）。硝子細工が好きで鯖が苦手。詳しい理由は不明だが、天狗の習性によるものとも考えられる。酒癖がかなり悪く、酔うと親父のような性格になる。貧乏生活脱出のためヨーコにジゴロ特訓をされており、その影響から女性を誘惑する言葉を言うことも多い。
封印される前は天才女陰陽師藤に臨（リン）と名前をつけられ、共に過ごしていた。しかし自分とずっと一緒にいることを望んだ藤が宿敵酒顛童子と手を組んだことから心に深い傷を持った。そのため藤に瓜二つなあやめの事を当初よく思っていなかったが、顔はそっくりでも性格が全く違うことを見てからは普通に接するようにしている。現在は臨の名前は解除され、再び勘太郎達と共に過ごしている。同時に本来の力を取り戻し、「庚申眼の鬼喰い天狗」になれるようになった。
近衛によって逮捕された勘太郎を助けるべく屋敷に乗り込み、そこで温羅という鬼と戦った際についに鬼喰い天狗の本性に目覚めてしまう。力を解放すると髪が伸び、目付きが変わる。また本性に目覚めると左目の下に文様が浮かぶ。
アニメでは、一ノ宮家の祖先（つまり勘太郎の先祖）が封印したことになっている。なぜ勘太郎だけ封印を解く事が出来たのかは描写されていない。
ヨーコ
声 - 川上とも子
勘太郎を主人とする妖狐。誕生日は6月17日。
常に着物を着用しているが、家計を支えるため日々ウェイトレスのアルバイトをしているため洋服に着替える事もある。勘太郎の怠惰な性格もあってか家計は常に火の車だが、性格は明るく男前で世話好き。
妖怪の習性通り、名付け親に名を呼ばれると忠実に従う。適当な名を付けられ自身をぞんざいに扱っている勘太郎に呆れ文句を言いながらも、心底では慕っている。

### 勘太郎の関係者
スギノ
声 - 保志総一朗
杉野村の2代目山の神。人間から天狗道に落ちた白天狗。むーちゃんとは夫婦（プラトニック）関係にある。同族嫌悪からか人間を嫌っており、むーちゃんに対する独占欲がかなり強い。そのためかむーちゃんがよく懐いている勘太郎とは常にいがみあっている。
春華の過去を知る人物であり、それ故に春華を心配している。春華と同じく鯖が苦手。春華が封印されていなくなっている間、荒れて人々を困らせていた。その際に鯖饅頭を村の人に仕込まれ、それを食べてしまい苦しんでいるところをむーちゃんに助けられる。それ以来むーちゃんと共に過ごしている。しかし現在でも人の家に上がり込んで我が物顔で振舞ったりと、あまり懲りていない様子がうかがえる。
天狗道に落ちただけあって妖力はかなり強い。普段は着物を着用しているが、かなり現代風な格好をすることもある。
むーちゃん
声 - 南央美
緑色の猫とも兎ともつかぬヌイグルミのような姿をしている。「むー」としか喋らない。正体はよく分かっていないが、霊力は桁外れに高く、九字を飲み込むほどである。妻としてスギノに愛されているが、むーちゃん自身は勘太郎や蓮見を気に入っている（スギノ曰く「むーちゃんは如何物食い」）。夫であるスギノのことをぞんざいに扱ったりするが、本当はスギノのことをちゃんと想っている。得意技は相手に自白させること。主食は虫ということになっているが、スギノが「むーちゃんは食べものを大切にしている」、蓮見がむーちゃんに「なんでも召し上がる」など言っていることから雑食であると思われる。
アニメ版では「荒魂」を吸い込んだが、その影響で邪悪な性格になってしまった描写がある。しかしその後どうなったかは不明。
蓮見了寛（はすみ りょうかん）
声 - 飛田展男
勘太郎の大学時代の後輩で、名の知れた民俗学者。誕生日は11月29日。学者としてかなり優秀であるが、頑固な性格の青年。
勘太郎とは衝突が絶えない。妖怪という存在を頑として信じないが、實質妖怪が好きで民俗学者になったという経緯もあり本当はその存在を認めているようである。生真面目な性格を勘太郎に付け込まれ踊らされることもしばしば。昔、源頼光の家庭教師をしていた経験があり、本人曰く「そのときから髪が薄くなった」。老け顔を気にしている。
ロザリー
声 - 井上麻里奈
英国生まれの蓮見の養女。霊媒体質で、妖怪などと話ができる。
かつてはエドワーズが所属する「叡智と髑髏」に囚われており、霊媒体質を利用した儀式で無理矢理降霊させられていた。その際、エドワーズから非道な仕打ちを受けており、彼の傍に近づけない。いつもゴシック&ロリータ風の服装をしており、ヌイグルミを持ち歩いている。蓮見のことを「了寛」と呼び、慕っている。
霊力の低いあやめに代わり、藤を蘇らせるための媒介とされるため源側に誘拐された。最終的に藤はあやめに乗り移ったが、ロザリーには酒顛童子が乗り移り、春華と戦った。
レイコ
声 - 南央美
勘太郎の民族学研究の出版を担当する編集者。勘太郎に弄ばれることもあり気苦労が絶えない。締め切りを守らない勘太郎のもとへ現れた際、春華に一目惚れする。
江戸川すず（えどがわ すず）
声 - 水樹奈々
アニメオリジナルキャラクター、第1話から登場。
江戸川子爵の娘。勘太郎が春華を封印から目覚めさせた際、それを目撃した人物。春華のことを強く慕っており、春華に似合う洋服や喜びそうな物をよく差し入れている。誕生日は8月1日のAB型。勘太郎に対しては初対面で「インチキ」と呟いたり、高い報酬を喜ぶ「守銭奴」と呼び敵視していたが、数々の妖怪に対峙している姿を見て次第に慕ってゆく。
第24話にて勘太郎達が源頼光らと一戦交えていた際、元々身体が弱かった事もあり風邪を拗らせて病死する。その後も半年に渡って勘太郎達の前に現れていたが、第25話(最終回)にて其れは幽霊であった事が明かされる(勘太郎とロザリーは把握していた)。コミックスでも物語間の4コマ、付録漫画など偶に登場している。

### 近衛師団呪術第一連隊
源頼光（みなもと らいこう）
声 - 松風雅也
大日本帝国公認妖怪退治師。誕生日は7月23日。齢18にして源家の現当主。近衛氏団呪術第一連軍・隊長。階級は少将。春華のことを狙っている。その目的は「酒顛童子の復活と日本国の神格化」と「先祖が唯一倒せなかった存在をこの手で打ち取る事」と語っている。性格は自信家でかなりのナルシストであり、同時にサディスティックで腹黒い。勘太郎と何かしらの因縁があるようで、お互い敵視し合っている。愛用している武器は源家に代々伝わる名刀童子切安綱。好きなものは甘いもの（特にチョコレートをよく食べる場面が多い）。未成年であるが酒をたしなむ（作者はこのことを未成年なのにワイン飲んでる!と言っているため、作者の不注意の可能性もあり。またその指摘を受けてか、コミックス9巻の番外編で葉巻を吸っているシーンでは、「葉巻じゃなくてチョコレートだから」と発言している）。以前の名を口に出さないようにと蓮見に言っていることから、「源頼光」は本名ではないと分かる。酒顛童子が消滅した以後、自宅に引き篭もっていたが春華が鬼喰い天狗の本性を取り戻した際に表に出てくる。以前春華に付けられた傷が顔に残っており、顔の左半分を仮面で隠している。
渡辺末吉延（わたなべ すえきちのぶ）
声 - 井上和彦
頼光を信奉する四天王の一人。誕生日は5月1日。右腕は酒顛童子の腕であり、庚申眼の鬼喰い天狗にしか落とせない。女たらしの面があり、天然なのか六股していることを包み隠さず交際する女性に打ち明けたり、街中で出会ったヨーコに洋服をプレゼントしたりした。その度女性から殴られており、一見すればマゾヒストだが、頼光は彼を「女を泣かせて喜ぶサディスト」と評価した。頼光が生まれた頃から彼に仕えており、彼の暴走を止めるのもまた渡辺の役目である。勘太郎達に関してはあまり関心がないらしく、源邸に忍び込んだヨーコを彼女を妖怪と知りながら逃がした。
妖力が戻り「庚申眼の鬼喰い天狗」となった春華に、右腕を切り落とされた。それにより現在は入院中。
坂田公滋（さかた きみしげ）
声 - 谷山紀章
頼光を信奉する四天王の一人で、頼光とは幼なじみである。勘太郎には敵意をむき出しにしている。
碓井麻里亜（うすい マリア）
頼光を信奉する四天王の紅一点。頼光の秘書。デスクワーク派に見られがちだが意外と素早く、不意打ちが得意。
卜部（うらべ）
頼光を信奉する四天王の最長老。策士。常に笑顔であり、見かけによらず拷問が得意。
近衛篤範（このえ あつのり）
大日本帝国陸軍呪術連隊大将。頼光に代わって春華の珠を手にするべくやってきた。

### 関連人物
茨木童子（いばらぎどうじ）
声 - 浅野まゆみ
酒顛童子を復活させる為に頼光と共に春華を狙う。美しい姿をしているが鬼で、人の血を好んでいる。綾小路昇菊と言う名で浄瑠璃の語りをしている。渡辺のことを嫌っている素振りを見せているが、実際は彼に好意を持っているツンデレ。女心に鈍感な渡辺にはヤキモキさせられている。酒顛童子の玉の力で生き長らえており、酒顛童子の消滅と共に自身も消滅した。
エドワーズ
声 - 高橋広樹
英国からやってきた偽エクソシスト。神父の格好をしているが、その正体は不明。「叡智の髑髏」という秘密結社に所属している。神術より武術に長けており、その実力は春華に「人間ではない」といわれるほど。実際に春華の腕をへし折るほどの技量を備えている。
日本の袴をこよなく愛しており、（勘太郎からは略してハカマニアと呼ばれる）袴を見ると追っていってしまう。最近は袴より招き猫に興味をそそられている様子。英国から追いかけて来るほどロザリーに執着しており、彼女を「automata」などと呼んでいた。頼光と協力関係にあるが、自分では「どちらの味方でもない」と言っており、性格も頼光に負けず劣らずサディスティックで腹黒い。源家に居候していたが、酒顛童子が消滅した事件の後は勘太郎の家に転がり込んでいる。アニメでは少ししか登場せず、袴に興味を持つ描写もない。
源あやめ（みなもと あやめ）
声 - 吉田小百合
源頼光の妹。兄である頼光を慕っている。蓮見了寛発足の摩訶不思議研究会に入っている。妖怪が好きで勘太郎と共にけうけげんを見つけようと奮闘したこともある。子供の頃は妖怪が見えていたらしい。春華の前主人（藤）の器として生まれたため、藤に瓜二つの容姿をしている。しかし源の家系であるにも関わらず並の人間より霊力が低いため、藤の魂を受け止めることが出来ず媒介とされていなかったが、春華の牙を取り入れることで妖力が増幅し、藤を宿すことができた。そのため現在もまた妖怪が見えるようになった。春華とは当初互いにいがみ合っていたが、徐々に和解している。
アニメでは頼光の妹ということはなく、ゲストキャラクター扱いになった。
藤（ふじ）
春華の前主人。生前は貴族でありながら天才女陰陽師として活躍し、春華に「臨（リン）」という名をつけた。彼女が名前を解除せぬままに封印したため、現在の名「春華」と重複している（ちなみに「臨」という名前の由来は九字の最初の一文字）。春華に異常なほど執着し、お上の願いで鬼喰い天狗の珠を献上するよう言われた時もそれを断った。その後彼と永遠の時を過ごすため妖怪酒顛童子と手を組み、春華を封印する。
実は春華を封印したのは彼の珠を狙う世間から春華を隠すためであり、しばらくしたらすぐ解放するつもりだったが、その後何者かによって強力な封印を施されたため彼女の力では解けなくなっていた。その後は酒顛童子の珠の力で自らの時を止め、あやめの飼っている黒猫の体に魂を宿していた。後にあやめに乗り移り、勘太郎と直接対決することとなる。その際に十字を使った為「臨」の名前契約が白紙になってしまう。春華の言葉で憎悪に捕われていた自らの過ちに気付き、自らが望んだ酒顛童子の玉を砕いた。最後は笑顔のまま春華と別れることになる。その直前に勘太郎の「何か」に気づき春華に伝えようとするが、勘太郎によって消滅させられたため、その事実は春華には知らされなかった。
酒顛童子（しゅてんどうじ）
その昔鬼喰い天狗と争ったと言われる災厄をもたらす鬼。その玉には「時を止める」力がある。強力な霊力を持つ頼光や勘太郎に興味を抱いている。
頼光らの手によって魂を現世に呼び戻され、さらにその媒体となる身体も作られていた。身体の方はスギノによって破壊されてしまったが、魂はロザリーに宿って春華と戦った。幻術を用いて戦う。最後は藤に玉を砕かれて消滅した。

### その他
鶫（つぐみ）
平安時代源頼政によって退治された妖怪鵺。タタラ村で穢れの武器を作るために頼光に封印を解かれ、死者の魂を呼び戻していた。普段は山奥でひっそりと暮らしている。人間に名前をつけられているという、自分と同じ境遇からか春華を慕う。自身もまた頼政、頼光によって二重の名前の契約をなされていた。最後の霊力で頼光に抗い、人形たちに宿した魂を呼び戻したが、頼光に妖怪の「玉」を取り出されて死亡し、剥製にされた。
星（ほし）
雷獣。毛並みは灰色。春華に付き従う妖怪だったが、春華にはその存在を忘れられていた。タタラ村の鉱山で玉鋼の材料となる砂鉄を削るため名前をつけられこき使われていた。春華同様雷を操る。拙い日本語を喋り、初対面の勘太郎を「ちんくしゃな人間」と呼んだ（本人は「かわいらしい」という意味で言ったらしい。）。自分もよく言われるらしい。
月（つき）
雷獣。星と同様にタタラ村の長の息子に名前をつけられこき使われていた。毛並みは茶色。春華のことをさりげなく皮肉る。
伊東稲斎（いとう どうさい）
画家。妖怪や化け物の絵を得意とする。勘太郎が彼のファンで、よく民俗学の資料も提供してもらっている。作風とは裏腹に穏やかな顔をした青年。昔事故で右目に一生残る傷を負い、以後は前髪で隠している。
幼い頃は勘太郎同様妖怪が見えていたが、成長するに従って見えなくなった。その幼い時におとろしと出会い、名前を付けたことがある。一度、神社で鳩に目を抉られる悪夢を見てから妖怪画を描こうとすると目が痛んで描けなくなるという原因不明の現象に襲われ、勘太郎に相談した。その悪夢に出てきた鳩は、同業者の放った式と思われる。春華と彼が名前を付けたおとろしによって退治された。以後目の痛みに襲われることはなくなったが、おとろしの名前を思い出すことはできなかった。
サトリ
鬼食い天狗の妹。

## 用語
鬼食い天狗（おにぐいてんぐ）
春華の事。鬼を喰らう際、最初に食うのは魂で次に肉体を食べる。
童子切安綱
代々源家の当主に受け継がれる名刀。
九字
陰陽術最強の術。方法は「臨・兵・闘・者・皆・陣・列・在・前」と唱え縦横に空中を切るまたは9つの印を結ぶ。
十字
九字を上回る威力を誇る術。その強力さ故術者にもダメージが返ってくるという禁じ手。妖怪との契約も白紙になってしまうため、「裏解除」という別名もあり、陰陽師の中でも知る者は少ない。
玉
妖怪の魂のような物質。通常の妖怪は呪術などによって消滅するが、強力な妖怪は玉を取り出すことで死亡する。特殊な力も持っており、その力は妖怪によって異なる。

## テレビアニメ
2004年10月6日から2005年3月29日までテレビ東京にて水曜1:30 - 2:00（火曜深夜）に放送された。

### スタッフ
- 監督 - わたなべひろし
- シリーズ構成 - 金巻兼一
- キャラクターデザイン・総作画監督 - 岡真里子
- プロップデザイン - 木村友美
- 美術監督 - 阿久津美千代
- 色彩設計 - 松本真司
- 撮影監督 - 森下成一、阿部照男
- 編集 - 松村正宏
- 音楽 - 羽岡佳
- アフレコ監督 - 井上和彦
- プロデューサー - 八田紳作、浦崎宣光
- アニメーション制作 - スタジオディーン
- 製作 - MEDIANET、スタジオディーン

### 主題歌
オープニングテーマ「Secret World」
作詞 - 森由里子 / 作曲・編曲 - 西岡和哉 / 歌 - 秋山実希
エンディングテーマ「ミエナイチカラ」
作詞 - 森由里子 / 作曲・編曲 - 西岡和哉 / 歌 - 秋山実希

### 各話リスト
| 話数 | サブタイトル            | 脚本              | 絵コンテ              | 演出                    | 作画監督            |
| ---- | ----------------------- | ----------------- | --------------------- | ----------------------- | ------------------- |
| 1    | 黒天狗覚醒              | 金巻兼一          | わたなべひろし        | わたなべひろし          | 番由紀子            |
| 2    | 吉原怪奇慕情            | 金巻兼一          | 葛谷直行              | 開祐二                  | 原田峰文            |
| 3    | 山の童話                | 高山カツヒコ      | 宮下新平              | 白石道太                | 小澤郁              |
| 4    | 禁断の肖像              | 金巻兼一          | 大宅光子              | 雄谷将仁                | 原田峰文            |
| 5    | 闇に舞う者              | 鈴木雅詞          | 小島正士              | わたなべひろし 上田繁   | 石川洋一            |
| 6    | 午後九時七分発 幽霊電車 | 久保田雅史        | 湖山禎崇              | 湖山禎崇                | 窪敏                |
| 7    | 蠱惑の呼び声            | 川崎ヒロユキ      | 今千秋                | 今千秋                  | 番由紀子            |
| 8    | 妖狐的彼女              | 金巻兼一          | 葛谷直行              | 開祐二                  | 原田峰文            |
| 9    | 嫁島怪奇譚              | 鈴木雅詞 金巻兼一 | 新留俊哉              | 新留俊哉                | 小澤郁 辻美也子     |
| 10   | 風ノ言霊 前編           | 金巻兼一          | 麦野アイス            | 雄谷将仁                | 安藤幹彦            |
| 11   | 風ノ言霊 後編           | 金巻兼一          | 三田浩士              | 白石道太                | 石川洋一            |
| 12   | 薔薇と天狗              | 久保田雅史        | 湖山禎崇              | 湖山禎崇                | 南伸一郎            |
| 13   | 樹海の悪夢              | 鈴木雅詞          | 小島正士              | 上田繁                  | 本村晃一            |
| 14   | 本を愛した女            | 川崎ヒロユキ      | 葛谷直行              | 開祐二                  | 原田峰文            |
| 15   | 暮れゆく夏の蝉時雨      | 金巻兼一          | 宮下新平              | わたなべひろし          | 岡真里子 辻美也子   |
| 16   | 嗚呼、夫婦哀歌          | 久保田雅史        | 麦野アイス            | 秦義人                  | 安藤幹彦            |
| 17   | 英国式美少女            | 金巻兼一          | 今千秋                | 今千秋                  | 石川洋一            |
| 18   | 摩訶不思議研究会        | 久保田雅史        | 湖山禎崇              | 湖山禎崇                | 近藤優次            |
| 19   | 紅葉色の恋              | 鈴木雅詞          | 三田浩士              | 白石道太                | 番由紀子            |
| 20   | 娘義太夫 鬼がたり       | 川崎ヒロユキ      | 葛谷直行              | 開祐二                  | 原田峰文            |
| 21   | 記憶の扉                | 久保田雅史        | 新留俊哉              | 新留俊哉                | 辻美也子 本村晃一   |
| 22   | 蒼き眼                  | 鈴木雅詞          | 麦野アイス            | 秦義人                  | 安藤幹彦            |
| 23   | 硝子の雪景              | 金巻兼一          | 宮下新平              | 上田繁                  | 平川亜喜雄 石川洋一 |
| 24   | こころ遥かに            | 金巻兼一          | 湖山禎崇              | 湖山禎崇                | 近藤優次            |
| 25   | ミエナイチカラ          | 金巻兼一          | わたなべひろし 今千秋 | わたなべひろし 宮下新平 | 岡真里子            |

## 関連商品

### 書籍
- ブレイドコミックス
  - tactics（1 - 15巻）
  - tactics 公式手引之書
- マッグガーデンノベルス
  - 小説 tactics［天狗祭嫁取伝説異聞］（本文：七海鳴）
  - 小説 tactics 第2巻［巷説妖狐残夢奇譚］（本文：七海鳴）
  - 小説 tactics 第3巻［鬼種異界流離咒歌］（本文：七海鳴）
- 画集
  - tactics Illustration Works―木下さくら×東山和子画集
  - tactics 夢一夜―木下さくら×東山和子畫集
- その他
  - コミックブレイド2005カレンダーコレクション「tactics」
  - COMIC BLADE CALENDAR COLLECTION 2006 tactics

### CD
フロンティアワークスより発売
- TV版tacticsドラマCD第1巻　「佐賀怪猫伝」
- TV版tacticsドラマCD第2巻 「大妖怪奇談」
- TV版tacticsドラマCD第3巻　「蔵の中」
- コミックブレイド ドラマCDシリーズ「tactics」第1巻
- コミックブレイド ドラマCDシリーズ「tactics」第2巻
- 原作版tacticsドラマCD ～大迷惑！犬神騒動記！～
- 原作版tacticsドラマCD ～学園tacticsラブレターは甘い罠！？～
- 原作版tacticsドラマCD～怪奇...呪いの幽霊屋敷の巻～
- tactics原作版 ドラマCD～開運祈願！全力で福を呼べ～
- ドラマCD 「tactics 携帯版 ～トラブルは日常茶飯事☆～」
- ドラマCD「tactics原作版～真実の扉を開け！雲外鏡狂想曲～」
- tacticsコミックス第五巻付きドラマCD「五寸釘で打っちゃうゾ！！」
- tactics第07巻初回限定版付録ミニドラマCD「秘境杉野村．神隠しの謎！」
- tactics第08巻初回限定版特別付録ミニドラマCD「セレブの証！華麗なる仮面舞踏会へようこそ！」
- tactics第09巻初回限定版付録ミニドラマCD「湯煙グルメ旅決定版！癒しの秘湯へようこそ！」
- tactics第10巻初回限定版付録ミニドラマCD「都市伝説を追え！予言の怪物．くだんの謎」
- tactics第11巻初回限定版付録ミニドラマCD「ボクだってナンバーワンになれるもん！」
- tacticsスペシャルドラマCD-コミックブレイドGUNZ特別付録
- tacticsミニドラマCD「一ノ宮勘太郎のよろず相談承ります！」
- TVアニメーション「tactics」サウンドファイル Vol.1
- TVアニメーション「tactics」サウンドファイル Vol.2
- TVアニメーション「tactics」マキシシングル

### DVD
- tactics Vol.1 - 7

(c)木下さくら・東山和子・マッグガーデン／tactics製作委員会
発売元：株式会社フロンティアワークス・株式会社IMAGICA
販売元：株式会社フロンティアワークス・アミューズソフトエンタテインメント株式会社